# Вулька-Подлесе
Вулька-Подлесе (пол. Wólka-Podlesie) — село в Польщі, у гміні Ліпці-Реймонтовські Скерневицького повіту Лодзинського воєводства.
Населення — 52 особи (2011).
У 1975-1998 роках село належало до Скерневицького воєводства.

## Демографія
Демографічна структура станом на 31 березня 2011 року:
|          | Загалом | Допрацездатний вік | Працездатний вік | Постпрацездатний вік |
| -------- | ------- | ------------------ | ---------------- | -------------------- |
| Чоловіки | 26      | 5                  | 16               | 5                    |
| Жінки    | 26      | 5                  | 12               | 9                    |
| Разом    | 52      | 10                 | 28               | 14                   |